# The Mole (programa de televisión)
The Mole es un formato de telerrealidad en el que dentro de un grupo de concursantes se en encuentra un "traidor" que se encarga de hacer que las pruebas no se lleguen a completar sin que sea descubierto.

## The Mole en el mundo
- Última actualización: 20 de julio de 2025.

| País                                                   | Nombre Local                                                          | Canal de TV                                                        | Ganadores | Presentadores |
| ------------------------------------------------------ | --------------------------------------------------------------------- | ------------------------------------------------------------------ | --- | --- |
| Alemania                                               | Wer ist der Maulwurf: Die Abenteuershow Web Oficial (No Activa)       | ProSieben                                                          | 1.ª Edición, 2000: Edeltraud 2.ª Edición, 2001: Sven | Michael Stich (1.ª) Steven Gatjen (2.ª) |
| Alemania                                               | The Mole Web Oficial                                                  | Sat.1                                                              | 1ª Edición, 2020: Martin Borgmeier | The BossHoss (1ª) |
| Australia                                              | The Mole Web Oficial (No Activa)                                      | Seven Network                                                      | 1.ª Edición, 2000: Jan Moody 2.ª Edición, 2001: Brooke Marshall 3.ª Edición, 2002: Crystal-Rose Cluff 4.ª Edición, 2003: Shaun Faulkner 5.ª Edición, 2005: Liz Cantor 6.ª Edición, 2013: Hillal Kara-Ali | Grant Bowler (1.ª-4.ª) Tom Williams (5.ª) Shura Taft (6.ª)                                                                                           |
| Bélgica                                                | De Mol Web Oficial                                                    | VRT (1.ª-3.ª) VIER (4.ª-8.ª) Play4 (9.ª-13.ª)                      | 1.ª Edición, 1999: Hugo de Bie 2.ª Edición, 2000: Marianne Dupon 3.ª Edición, 2003: Stijn Vandaele 4.ª Edición, 2016: Cathy van der Ha 5.ª Edición, 2017: Davey Van Rode 6.ª Edición, 2018: Lloyd Vermeulen 7.ª Edición, 2019: Axel Pailler 8.ª Edición, 2020: Jolien Derck 9.ª Edición, 2021: Annelotte De Brandt 10.ª Edición, 2022: Sven Pede 11.ª Edición, 2023: Lancelot De Deurwaerder 12.ª Edición, 2024: Bernard Balcaen 13.ª Edición, 2025: Alexy Kilozo | Michiel Devlieger (1.ª-3.ª) Gilles De Coster (4.ª-13.ª)                                                                                              |
| Bulgaria                                               | Къртицата (Formato Anónimos+Famosos) Web Oficial (No Activa)          | TV7                                                                | 1.ª Edición, 2013: Lyubomir Zhechev 2.ª Edición, 2014: Georgi Stoyanov | Ivan Hristov (1.ª-2.ª) Andrey Arnaudov (1.ª-2.ª) |
| España                                                 | El Traidor Web Oficial (No Activa)                                    | Cuatro                                                             | 1.ª Edición, 2006: David Rua | Luis Larrodera (1.ª) |
| España                                                 | El Topo Web Oficial (No Activa)                                       | Telecinco                                                          | 1.ª Edición, 2009: Cancelada | Daniel Domenjó (1.ª) |
| España (en Catalán) Cataluña                           | El Talp Web Oficial (No Activa)                                       | TV3                                                                | 1.ª Edición, 2003: Núria Esteve | Pol Izquierdo (1.ª) |
| España (en Español) País Vasco Web Oficial (No Activa) | El Topo                                                               | ETB 2                                                              | 1.ª Edición, 2003: Desconocido | Arantza Sinobas (1.ª) |
| Estados Unidos                                         | The Mole Web Oficial (No Activa)                                      | ABC (1.ª-5.ª) Netflix (6.ª-7.ª)                                    | 1.ª Edición, 2001: Steven Cowles 2.ª Edición, 2001-2002: Dorothy Hui 3.ª Edición, 2003: Kathy Griffin 4.ª Edición, 2004: Dennis Rodman 5.ª Edición, 2008: Mark Lambrecht 6.ª Edición, 2022: William Richardson 7.ª Edición, 2024: Michael O'Brien | Anderson Cooper (1.ª-2.ª) Ahmad Rashād (3.ª-4.ª) Jon Kelley (5.ª) Alex Wagner (6.ª) Ari Shapiro (7.ª)                                                |
| Finlandia                                              | Myyrä Web Oficial                                                     | MTV3                                                               | 1.ª Edición, 2019: Olli Oksa 2.ª Edición, 2021: Aino Sirje 3.ª Edición, 2022: Olli Herman 4.ª Edición, 2022: Tomas Grekov | Roope Salminen (1.ª-4.ª) |
| Francia                                                | Qui est la Taupe? Web Oficial (No Activa)                             | M6                                                                 | 1.ª Edición, 2015: Morad Hamimid | Stéphane Rotenberg (1.ª) |
| Hungría                                                | A Tégla                                                               | TV2                                                                | 1.ª Edición, 2001: Hédi | |
| Israel                                                 | החפרפרת                                                               | 2 ערוץ                                                             | 1.ª Edición, 2001: Oded Grober | Itai Anghel (1.ª) |
| Italia                                                 | La Talpa Web Oficial (No Activa) Web Oficial                          | Rai 2 (1ª) Italia 1 (2ª-3ª) Canale 5 (4ª)                          | 1.ª Edición, 2004: Angela Melillo 2.ª Edición, 2005: Gianni Sperti 3.ª Edición, 2008: Karina Cascella 4.ª Edición, 2024: Alessandro Egger | Amanda Lear (1.ª) Paola Perego (2.ª-3.ª) Diletta Leotta (4.ª)                                                                                        |
| Noruega                                                | Muldvarpen Web Oficial (No Activa)                                    | TVNorge                                                            | 1.ª Edición, 2000: Dag Petter Søderman 2.ª Edición, 2001: Paula Bracht 3.ª Edición, 2002: Cathrine Andersen | Ove Christian Owe (1.ª-2.ª) Lars Arentz-Hansen (3.ª)                                                                                                 |
| Nueva Zelanda                                          | The Mole NZ                                                           | TV2                                                                | 1.ª Edición, 2001: Desconocido | Mark Ferguson (1.ª) |
| Países Bajos                                           | Wie is de Mol? Web Oficial                                            | Nederland 1 (1ª-4ª, 7ª-14.ª) Nederland 2 (5ª-6ª) NPO 1 (15.ª-24.ª) | 1.ª Edición, 1999: Petra Knoth 2.ª Edición, 2001: Sigrid 3.ª Edición, 2002: John 4.ª Edición, 2003: Ron 5.ª Edición, 2005: Marc-Marie Huijbregts 6.ª Edición, 2006: Frédérique Huydts 7.ª Edición, 2007: Paul Rabbering 8.ª Edición, 2008: Edo Brunner 9.ª Edición, 2009: Viviënne van den Assem 10.ª Edición, 2010: Frits Sissing 11.ª Edición, 2011: Art Rooijakkers 12.ª Edición, 2012: Hadewych Minis 13.ª Edición, 2013: Paulien Cornelisse 14.ª Edición, 2014: Sofie van den Enk 15.ª Edición, 2015: Rik van de Westelaken 16.ª Edición, 2016: Tim Hofman 17.ª Edición, 2017: Sanne Wallis De Vries 18.ª Edición, 2018: Ruben Hein 19.ª Edición, 2019: Sarah Chronis 20.ª Edición, 2020: Buddy Vedder 21.ª Edición, 2021: Roxanne Hehakaija, "Rocky" 22.ª Edición, 2022: Fresia Cousiño Arias 23.ª Edición, 2023: Daniël Verlaan 24.ª Edición, 2024: Fons Hendriks 25.ª Edición, 2025: Roos Moggré 26.ª Edición, 2026: Comienza el 28 de Febrero | Angela Groothuizen (1.ª-5.ª) Karel van de Graaf (6.ª-7.ª) Pieter Jan Hagens (8.ª-11.ª) Art Rooijakkers (12.ª-18.ª) Rik van de Westelaken (19.ª-25.ª) |
| Países Bajos                                           | Die is de Mol! (Formato Selección del Topo)                           | Nederland 1                                                        | 1.ª Edición, 2007: Edo Brunner | Pieter Jan Hagens (1.ª) |
| Países Bajos                                           | Wie is de Mol? Junior                                                 | Nederland 1 (1ª) NPO 1 (2.ª)                                       | 1.ª Edición, 2008: Naomi 2.ª Edición, 2014: Davey | Sipke Jan Bousema (1.ª) Art Rooijakkers (2.ª) |
| Países Bajos                                           | Wie is de Mol? Onbekende Nederlanders (Formato Streaming)             | NPO Start                                                          | 1.ª Edición, 2024: Emma | Hila Noorzai (1.ª) |
| Países Bajos                                           | Wie is de Mol? Jubileumseizoen                                        | NPO 1                                                              | 1.ª Edición, 2025: Comienza el 1 de Noviembre | Rik van de Westelaken (1.ª) |
| Polonia                                                | Agent Web Oficial                                                     | TVN                                                                | 1.ª Edición, 2000: Liwia 2.ª Edición, 2001: Bartosz Arłukowicz 3.ª Edición, 2002: Małgorzata | Marcin Meller (1.ª-3.ª) |
| Polonia                                                | Agent: Gwiazdy                                                        | TVN                                                                | 1.ª Edición, 2016: Antoni Królikowski 2.ª Edición, 2017: Daria Ładocha 3.ª Edición, 2018: Michał Mikołajczak 4.ª Edición, 2019: Damian Kordas | Kinga Rusin (1.ª-4.ª) |
| Portugal                                               | The Mole: O Sabotador                                                 | RTP1                                                               | 1.ª Edición, 2001: Alexandra Santos | Paulo Nery (1.ª) |
| Reino Unido                                            | The Mole                                                              | Channel 5                                                          | 1.ª Edición, 2001: Zi Khan 2.ª Edición, 2001: Chris Lintern | Glenn Hugill (1.ª-2.ª) |
| Suecia                                                 | Mullvaden Web Oficial en Kanal 5 (No Activa) Web Oficial en Discovery | Kanal 5 (1.ª-4.ª) Discovery+ (5.ª-6.ª)                             | 1.ª Edición, 2000: Hans Buxfeldt 2.ª Edición, 2000: Wilhelm Lundborg 3.ª Edición, 2001: Lena Winterros 4.ª Edición, 2007: Alexandra Öfverman 5.ª Edición, 2021: Ellen Bergström 6.ª Edición, 2022: Anders Svensson | Pontus Gårdinger (1.ª-3.ª) Hans Fahlén (4.ª) Jessica Almenäs (5.ª-6.ª)                                                                               |
| Ucrania                                                | Крот Web Oficial (No Activa)                                          | ICTV                                                               | 1.ª Edición, 2014: Yuri | Konstantin Stognii (1.ª) |

- Nota: Las webs no activas podrás visualizarlas a través de la web de Wayback Machine.

     País que actualmente está emitiendo The Mole.
     País que planea emitir una nueva edición de The Mole.
     País que está negociando con la productora emitir una nueva edición de The Mole, aunque no sea oficial aún de que se llegue a emitir.
     País que no planea emitir una nueva edición de The Mole.